# Jardín Japonés de Belén de Escobar

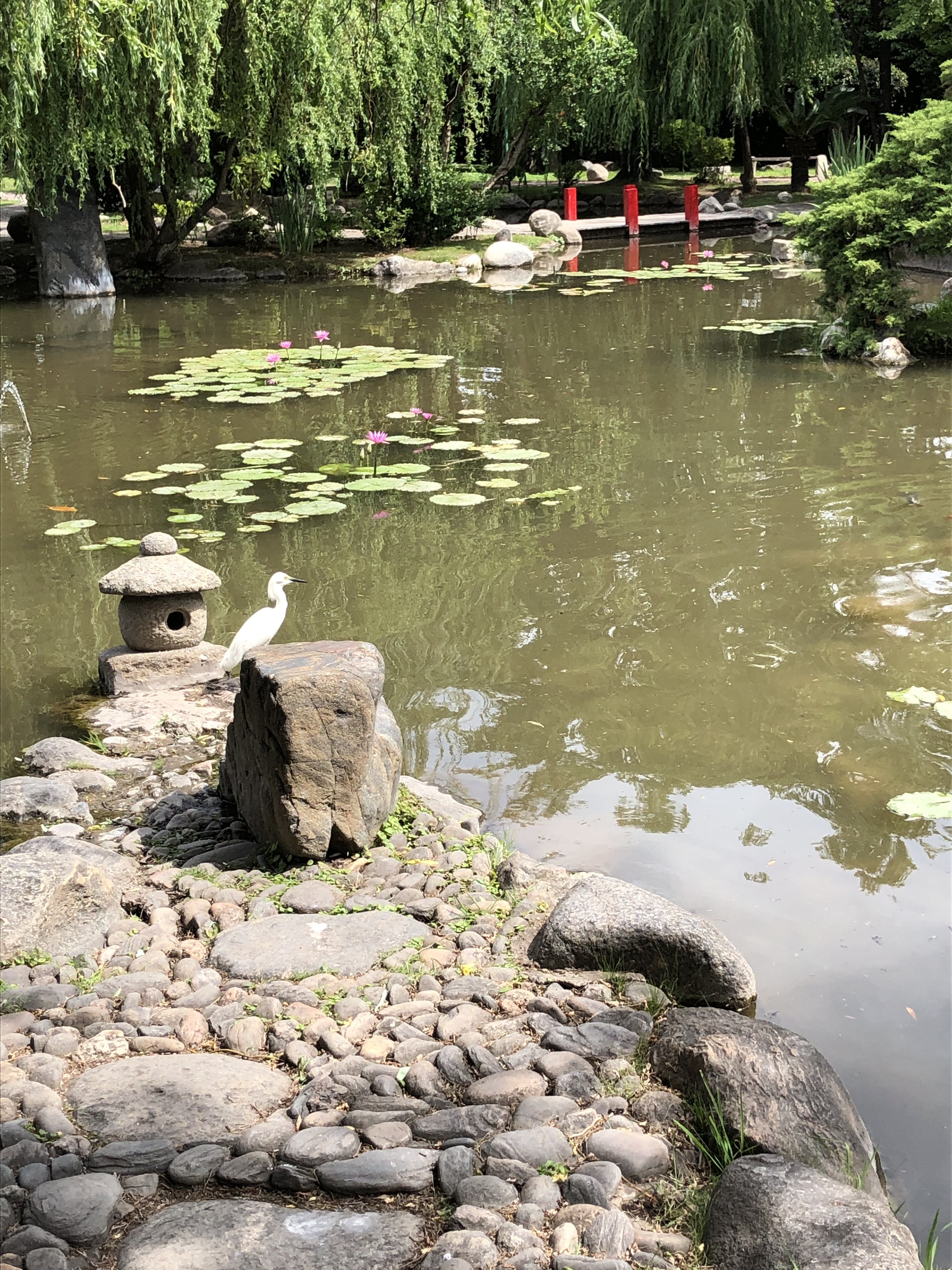
El estanque del jardín japonés, Belén de Escobar, en 2019.

El Jardín Japonés de Belén de Escobar (en japonés: ベレンデエスコバルの日本庭園) se ubica en la localidad de Belén de Escobar, Provincia de Buenos Aires, Argentina.
Inaugurado en 1969, fue donado por la colectividad japonesa local, en conmemoración de sus cuarenta años de llegada a la ciudad. El diseño es del ingeniero japonés Yasuo Inomata, residente en Escobar desde esa década. Inomata también participa activamente en el Festival de las Flores, un evento anual con fuerte influencia de la comunidad japonesa.
En 2019, con motivo de su medio siglo de vida, se procedió a expandirlo con una casa de té y un espacio zen en forma de patio con iluminación tenue.
Al encontrarse cerca del Registro Civil, convoca a numerosas parejas a fotografiarse, en especial frente al Muro del Amor, escrito en veinticinco idiomas.